# Sven Westman (militär)
Sven Gustaf Westman född 1856 i Uppsala, död 1883, Karlskrona, var en svensk sjölöjtnant och tecknare.
Han var son  till direktören vid Jernkontoret Ernst Willgott Westman och Anna Mathilda Forssenius och från 1881 gift med Ellen Maria Boltenhagen och far till Anna Sofia Sternberg samt bror till Carl Westman. Han gick tidigt in vid flottan och deltog i flera sjöexpeditioner bland annat medverkade han i fregatten Vanadis världsomsegling. Vid sidan av sin tjänst var han verksam som konstnär och utförde en rad skisser från Västindien. Vid en eldsvåda i Karlskrona som krävde flera dödsoffer räddade han en liten flicka från att brinna inne men omkom själv i lågorna.     